# Miguel Marcelo Brizuela
Miguel Marcelo Brizuela (Moreno, Argentina; 5 de enero de 1997) es un futbolista argentino. Juega de defensa central en el Club Atlético Tucumán de la Primera División de Argentina, a préstamo desde Vélez Sarsfield.

## Trayectoria
Brizuela se formó como jugador en las inferiores de Vélez Sarsfield, tras un breve paso en la academia de River Plate. Fue promovido al primer equipo de Vélez en 2019 bajo la dirección de Gabriel Heinze. Debutó el 28 de julio ante Talleres por la Primera División.
En febrero de 2024, fue cedido al Instituro de Córdoba.

## Estadísticas
Actualizado al último partido disputado el 6 de marzo de 2023.
| Club                      | Div.          | Temporada     | Liga  | Liga  | Copas nacionales | Copas nacionales | Copas internacionales | Copas internacionales | Total | Total |
| Club                      | Div.          | Temporada     | Part. | Goles | Part.            | Goles            | Part.                 | Goles                 | Part. | Goles |
| ------------------------- | ------------- | ------------- | ----- | ----- | ---------------- | ---------------- | --------------------- | --------------------- | ----- | ----- |
| Vélez Sarsfield Argentina | 1.ª           | 2019-20       | 2     | 0     | 0                | 0                | 0                     | 0                     | 2     | 0     |
| Vélez Sarsfield Argentina | 1.ª           | 2020-21       | 9     | 1     | 1                | 1                | 3                     | 0                     | 13    | 2     |
| Vélez Sarsfield Argentina | 1.ª           | 2021          | 23    | 0     | 0                | 0                | 8                     | 0                     | 31    | 0     |
| Vélez Sarsfield Argentina | 1.ª           | 2022          | 17    | 2     | 1                | 0                | 2                     | 0                     | 20    | 2     |
| Vélez Sarsfield Argentina | 1.ª           | 2023          | 5     | 0     | 0                | 0                | 0                     | 0                     | 5     | 0     |
| Vélez Sarsfield Argentina | Total club    | Total club    | 56    | 3     | 2                | 1                | 13                    | 0                     | 71    | 0     |
| Total carrera             | Total carrera | Total carrera | 56    | 3     | 2                | 1                | 13                    | 0                     | 71    | 4     |

## Vida personal
El 9 de febrero de 2021, Brizuela fue acusado, junto a su compañero de club en Vélez Thiago Almada, de violación a una mujer de 28 años el 3 de diciembre de 2020, en casa de su compañero Juan Martín Lucero. Estos cargos fueron puestos por el abogado de la víctima luego que el otro acusado, el exentrenador de Defensa y Justicia Juan José Acosta Delbene, se diera a la fuga. Más tarde se agregaron dos mujeres acusadas de robar las pertenencias de la víctima.
En respuesta, Vélez anunció apartar del plantel a ambos jugadores mientras el caso se resolviera. Finalmente, ambos jugadores se reintegraron al plantel el 16 de febrero, luego de que el abogado defensor desestimara las acusaciones.